# Lockheed P-3 Orion
Lockheed P-3 Orion là một máy bay bốn động cơ cánh quạt chống ngầm và giám sát lãnh hải phát triển bởi Hải Quân Hoa Kỳ và được giới thiệu vào những năm 1960. Lockheed dựa trên khung của chiếc máy bay thương mai Lockheed L-188 Electra để phát triển nên Orion. Orion có thể được phân biệt một cách dễ dàng khỏi một chiếc Electra nhờ có chiếc đuôi giống như một mũi kim rất đặc thù có tên gọi "MAD Boom", được dùng để tìm dấu hiệu từ tính của tàu ngầm.
Qua nhiều năm, chiếc máy bay đã có rất nhiều điểm mới trong thiết kế, đáng chú ý nhất là các gói nâng cấp hệ thống điện tử. Chiếc P-3 Orion vẫn còn đang được dùng bởi khá nhiều lực lượng Hải Quân và Không Quân của các nước trên thế giới, chủ yếu có nhiệm vụ tuần tra lãnh hải, trinh sát, mặt trận chống hạm và chống ngầm. Có tổng cộng 734 chiếc P-3 đã được sản xuất và trong năm 2012, nó gia nhập đội ngũ máy bay quân sự bao gồm máy bay ném bom chiến lược Boeing B-52 Stratofortress, máy bay chở dầu và tiếp nhiên liệu trên không Boeing KC-135 Stratotanker và máy bay vận tải C-130 Hercules trong danh sách các máy bay đã phục vụ Quân đội Hoa Kỳ trong liên tiếp 50 năm. Các máy bay P-3 còn lại của Hải Quân Hoa Kỳ sẽ được sửa chữa và nâng cấp lên biến thể mới là P-8A Poseidon.

### Nguồn gốc

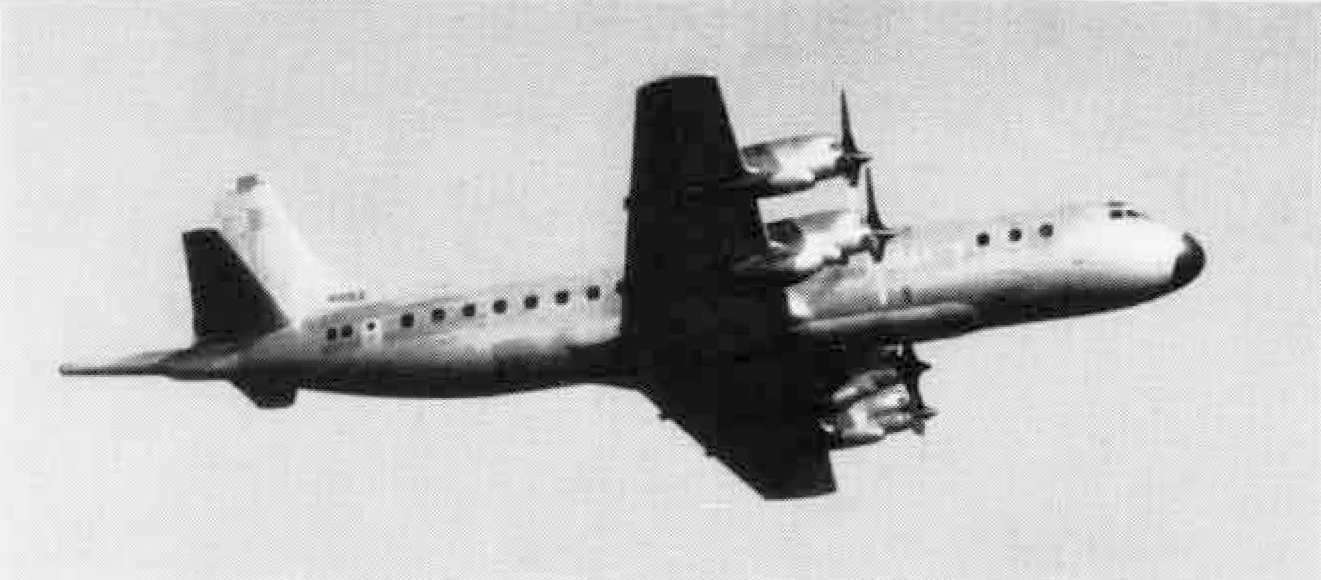
Chiếc P-3 Orion đầu tiên được biến thể từ thiết kế Lockheed L-188 Electra

## Quốc gia sử dụng

Quốc gia sử dụng P-3 cho mục đích quân sự

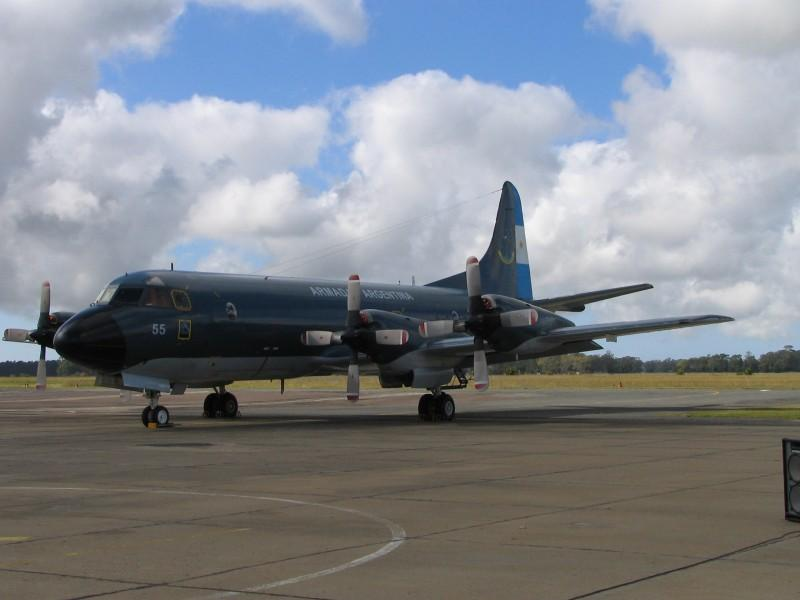
P-3B của Hải quân Argentina

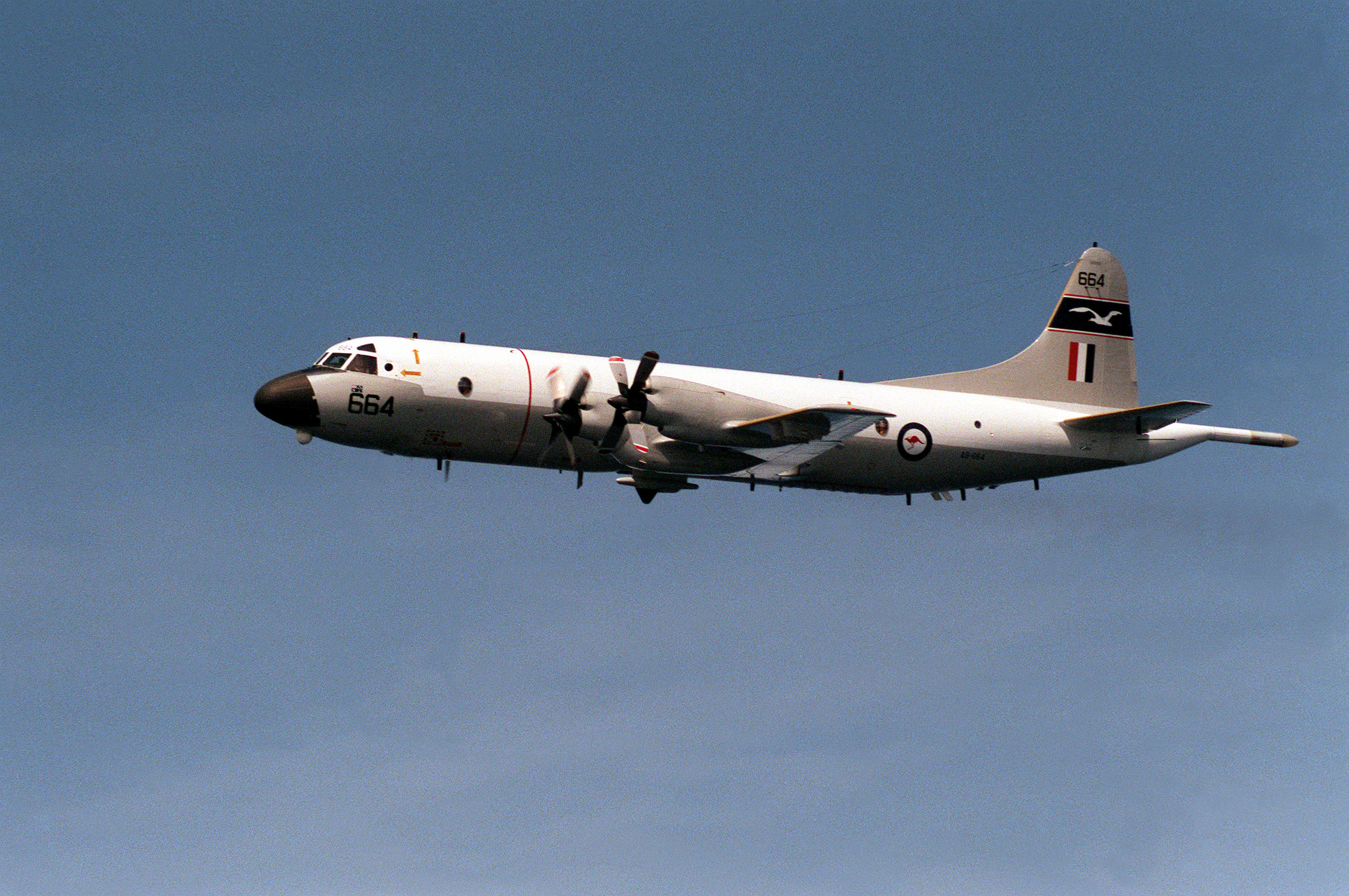
P-3W, phi đội 11 RAAF, năm 1990

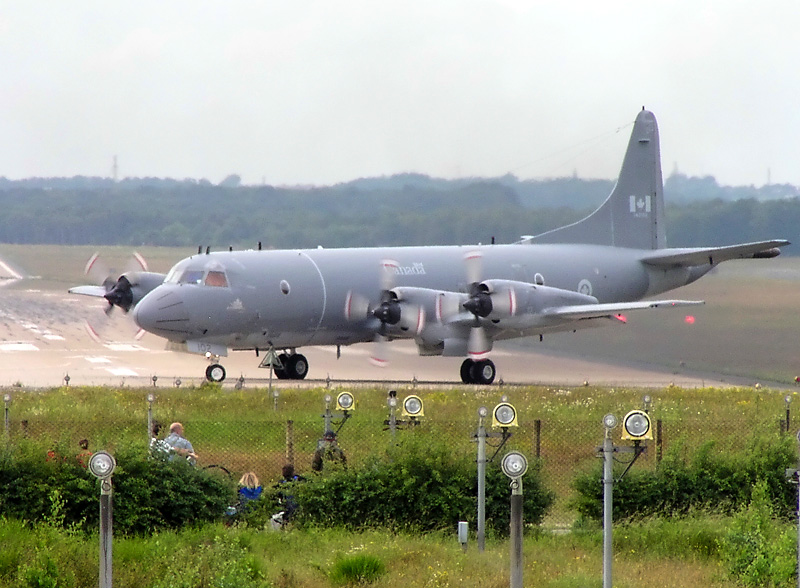
CP-140 Aurora của Canada tháng 6 năm 2007

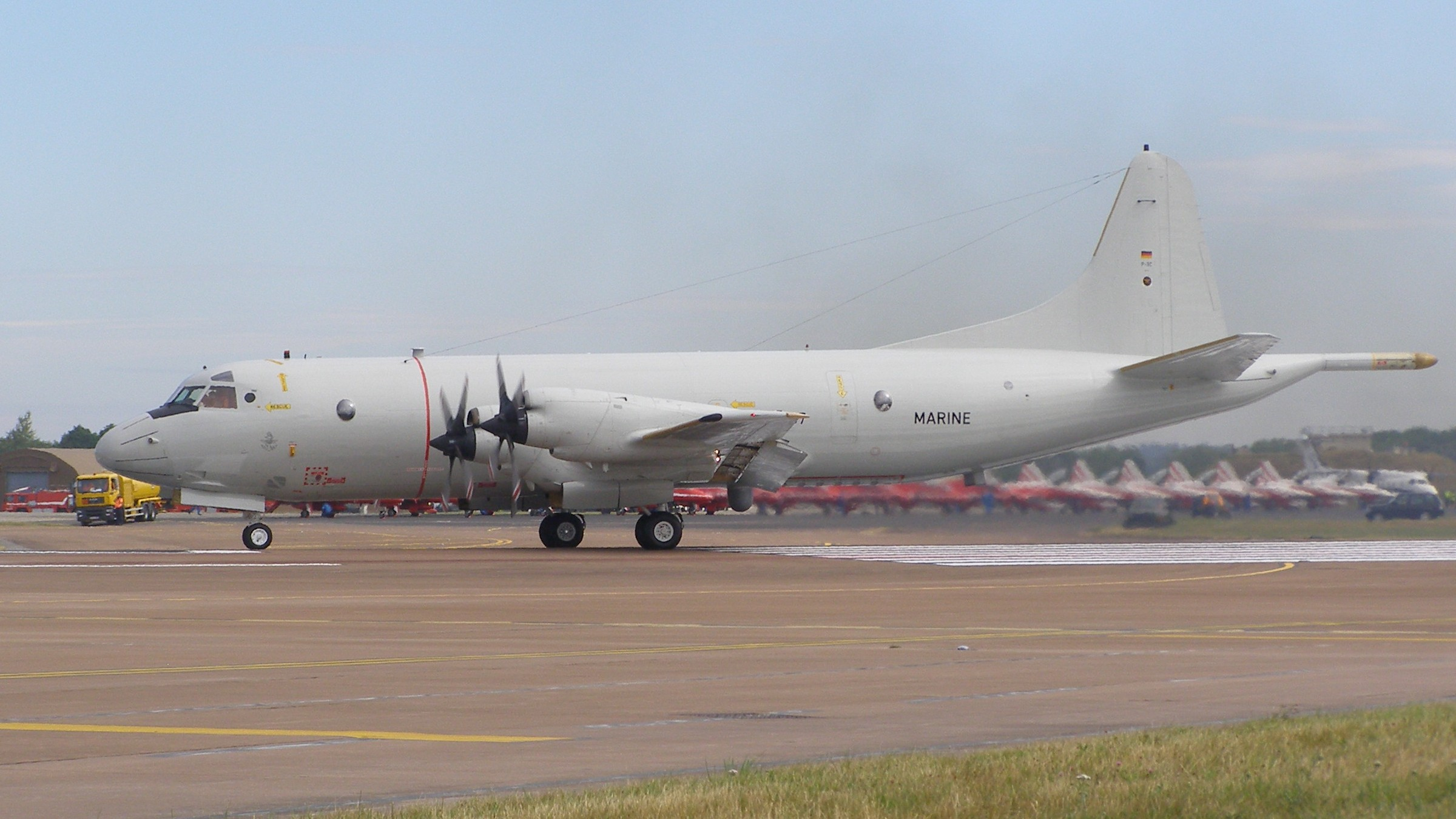
P-3C của Hải quân Đức

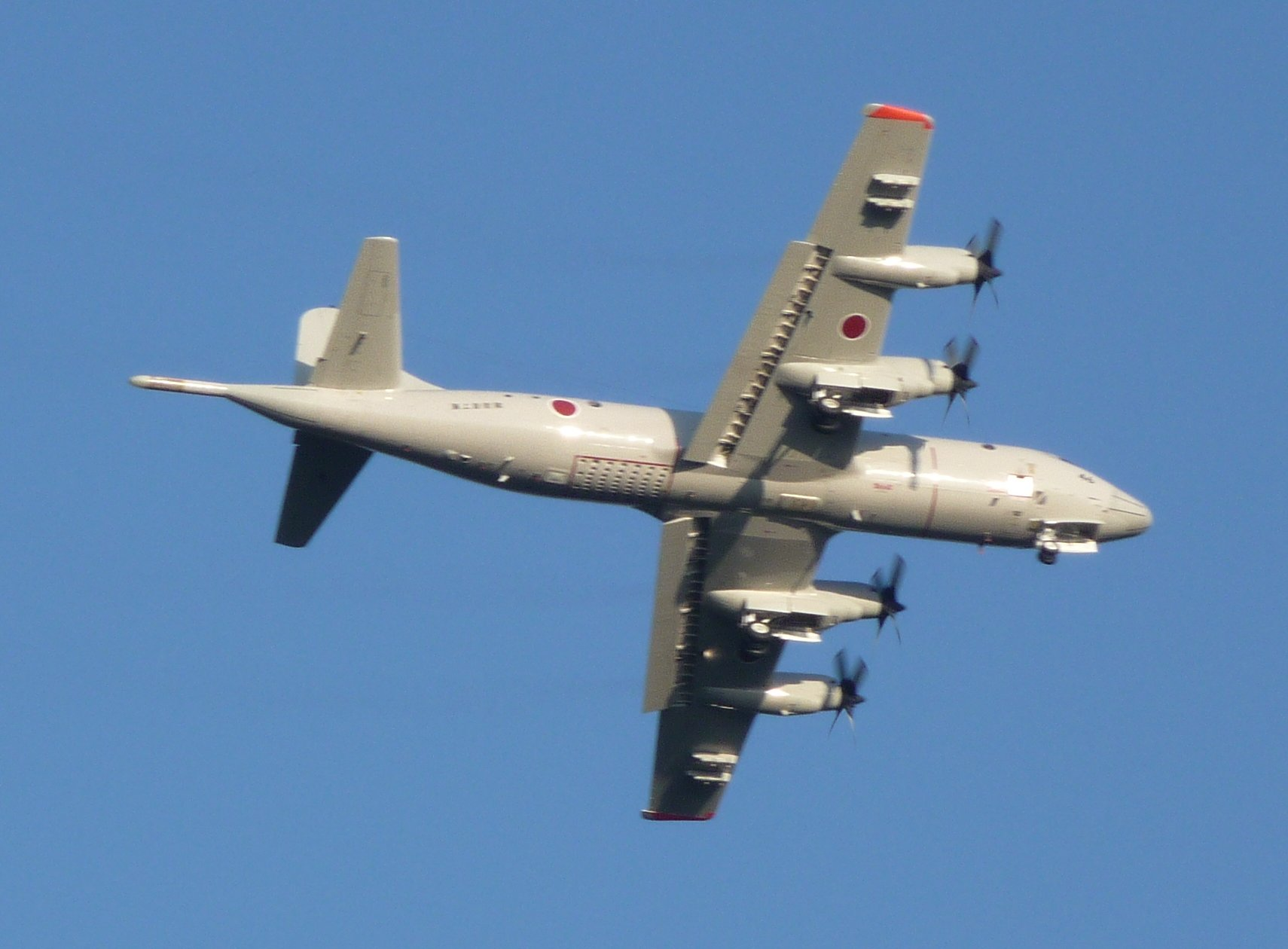
P-3C của Lực lượng Phòng vệ Biển Nhật Bản

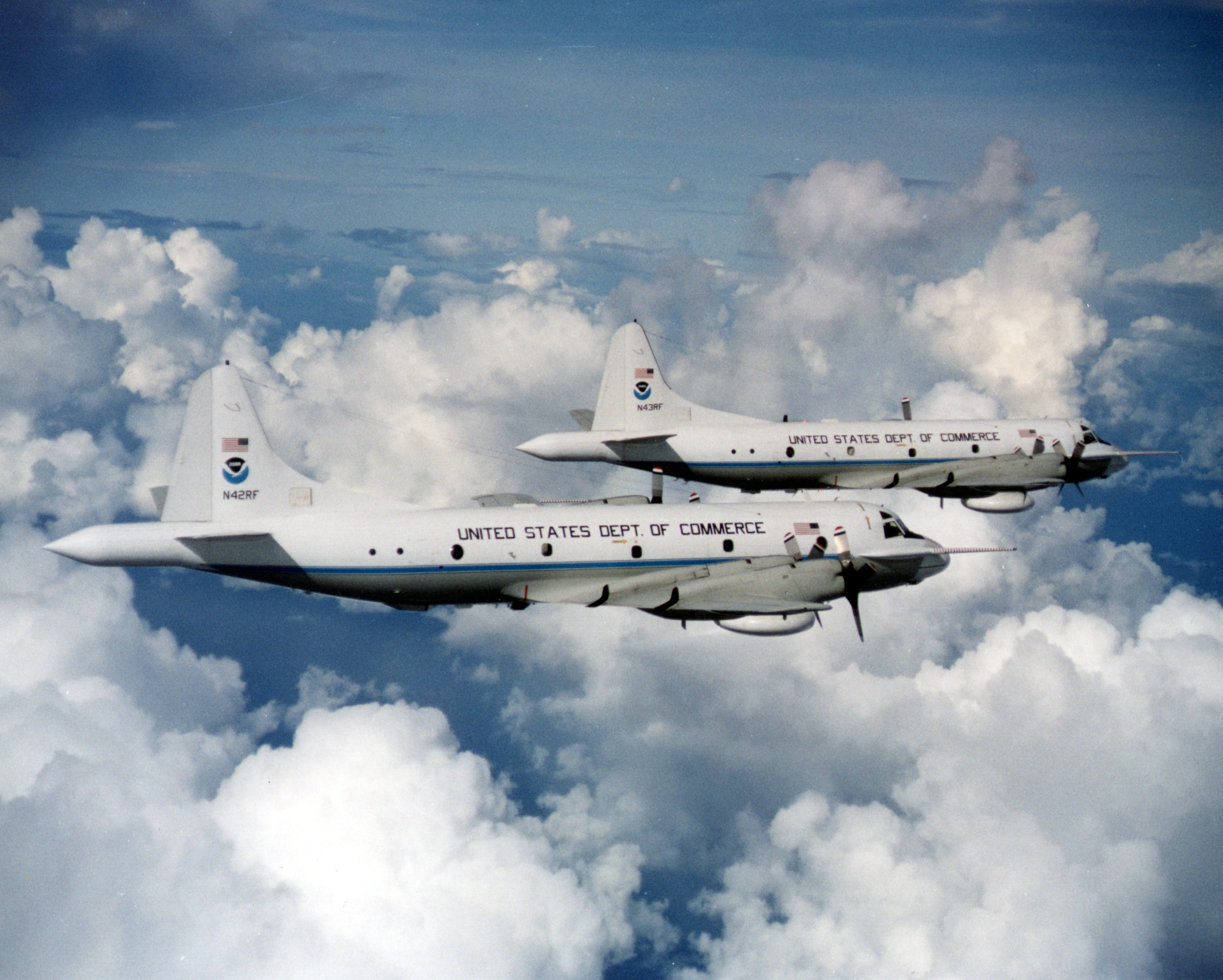
NOAA WP-3D Hurricane Hunters

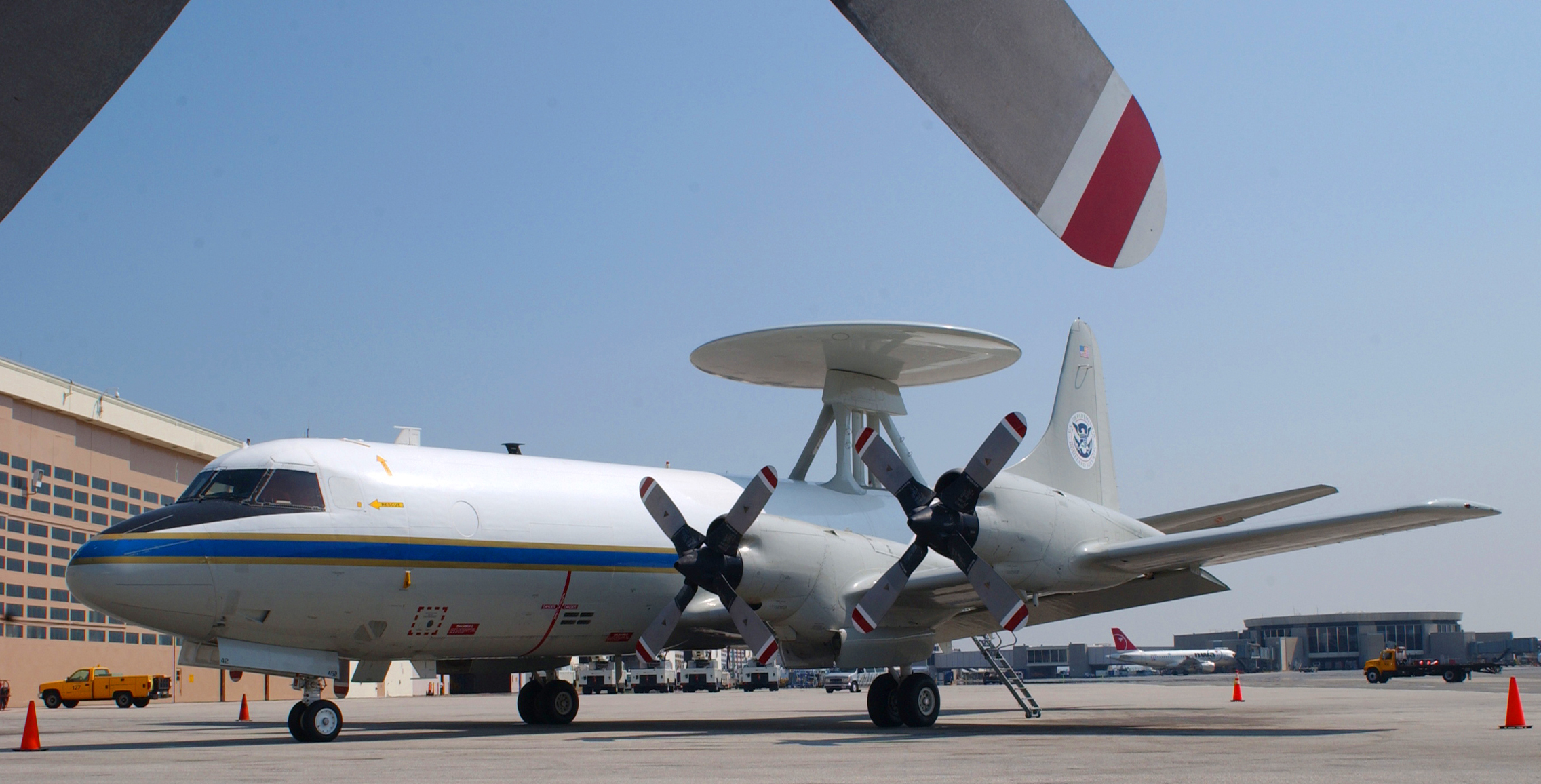
P-3AEW&C của Bộ an ninh nội địa Hoa Kỳ

## Tính năng kỹ chiến thuật (P-3C Orion)

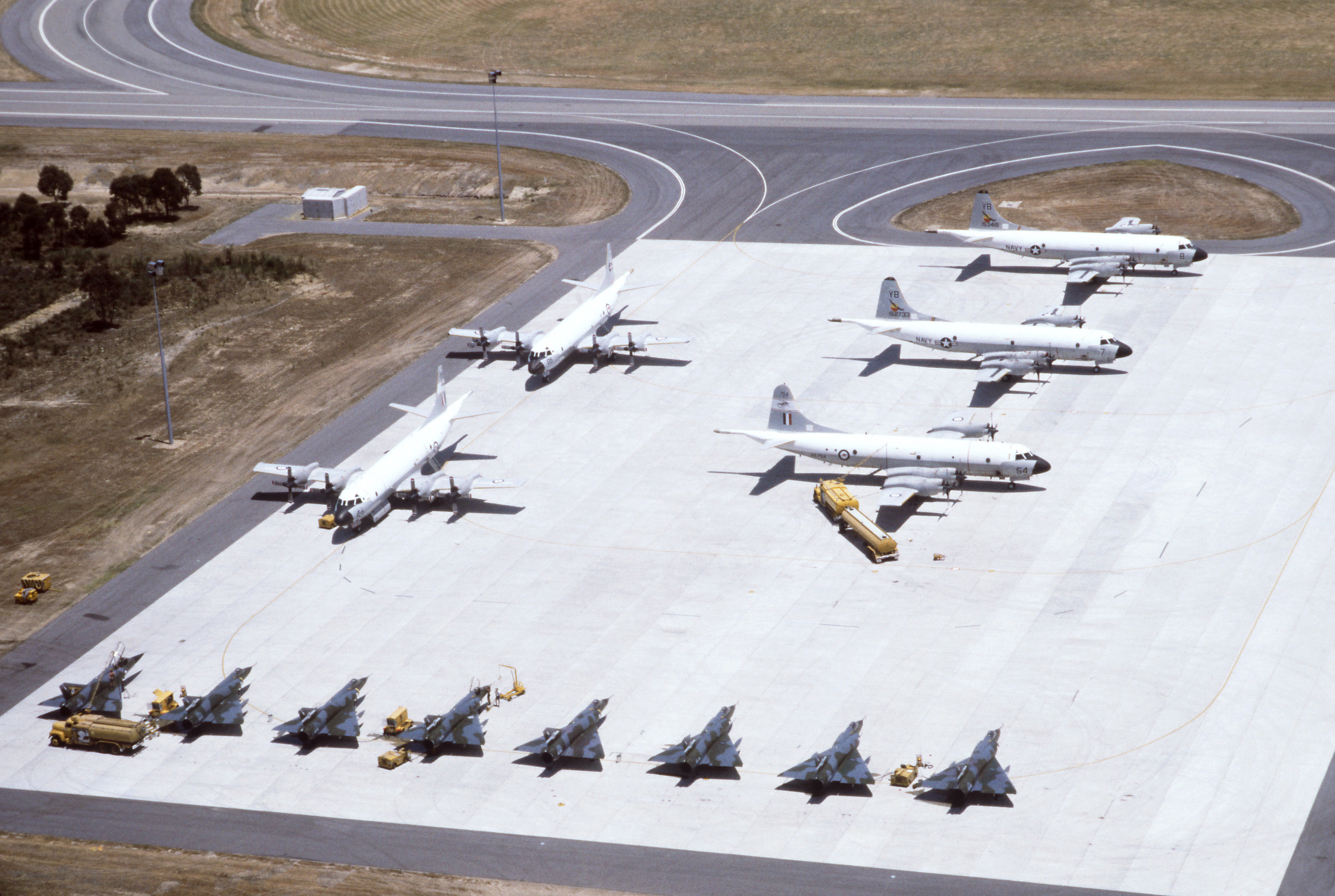
P-3 của Không quân Hoàng gia New Zealand, Không quân Hoàng gia Australia, và Hải quân Hoa Kỳ

## Phát triển